# Baryceros guttatus
Baryceros guttatus là một loài tò vò trong họ Ichneumonidae.